# Драговиштица (Кюстендилская область)
Драговиштица (болг. Драговищица) — село в Болгарии. Находится в Кюстендилской области, входит в общину Кюстендил. Население составляет 462 человека.

## Политическая ситуация
В местном кметстве Драговиштица, в состав которого входит Драговиштица, должность кмета (старосты) исполняет Драголюб Георгиев Стоянов (Болгарская социалистическая партия (БСП)) по результатам выборов.
Кмет (мэр) общины Кюстендил — Петыр Георгиев Паунов (коалиция в составе 3 партий: Демократы за сильную Болгарию (ДСБ), Союз демократических сил (СДС), партия «АТАКА») по результатам выборов.